# Heike Radvan
Heike Radvan (* 1974 auf Rügen) ist eine deutsche Erziehungswissenschaftlerin und Professorin für Rechtsextremismusforschung an der Universität Tübingen. Sie gilt als Expertin für Rechtsextremismusprävention und geschlechterreflektierende Perspektiven in der Bildungsarbeit.

## Leben
Heike Radvan absolvierte zunächst eine Ausbildung zur Tischlerin. Anschließend studierte sie Soziale Arbeit an der Alice Salomon Hochschule Berlin und promovierte in Erziehungswissenschaften und Psychologie an der Freien Universität Berlin.
Von 2002 bis 2017 arbeitete sie bei der Amadeu Antonio Stiftung und baute dort die Fachstelle Gender und Rechtsextremismus auf. In dieser Zeit beschäftigte sie sich intensiv mit den Themen Rechtsextremismus, Geschlechterforschung und Präventionsarbeit.
Im März 2017 übernahm Radvan die Professur für „Theorien und Methoden Sozialer Arbeit mit den Schwerpunkten Gemeinwesenarbeit und Rechtsextremismusforschung“ an der Brandenburgischen Technischen Universität Cottbus-Senftenberg.
Am 1. Oktober 2024 trat sie die Stelle als Professorin für Rechtsextremismusforschung mit Schwerpunkt Politische und kulturelle Bildung am Institut für Rechtsextremismusforschung (IRex) der Universität Tübingen an.

## Wirken
Radvan forscht aus erziehungswissenschaftlicher Perspektive zum Thema Rechtsextremismus. Sie legt dabei einen besonderen Fokus auf die Entwicklung von Konzepten für politische und kulturelle Bildung sowie auf geschlechterreflektierende Ansätze. Ihre wissenschaftliche Arbeit verbindet sie mit praktischen Erfahrungen aus der Präventionsarbeit und der Unterstützung Betroffener rechter Gewalt.
Sie war Mitautorin der Studie „Homo- und Transfeindlichkeit in Mecklenburg-Vorpommern“, die sich mit den Diskriminierungserfahrungen von Lesben, Schwulen und TransPersonen in dieser Region befasst.
Radvan betont die Bedeutung einer klaren gesellschaftlichen Positionierung gegen Rechtsextremismus und setzt sich für die Stärkung demokratischer Strukturen ein. Sie warnt vor der Verwendung von Sprache durch rechtsextreme Akteure, die menschenverachtende Inhalte verdeckt transportiert. Begriffe wie „Remigration“ dienen ihrer Ansicht nach der Verschleierung rassistischer und nationalistischer Ideologien.
In Diskussionen über ein mögliches Verbot der Partei AfD argumentiert Radvan aus der Perspektive der von rechter Gewalt Betroffenen und sieht gute Gründe für ein solches Verbot. Sie betont jedoch auch die Verantwortung der demokratischen Parteien und der Gesellschaft insgesamt, sich aktiv gegen Rechtsextremismus zu positionieren und Betroffene zu unterstützen.

## Veröffentlichungen (Auswahl)
- Ehlert, G., Radvan, H., Schäuble, B., & Thiessen, B. (2020). Verunsicherungen und Herausforderungen. Sozial Extra, 44(2), 102–106.
- Lehnert, E., & Radvan, H. (2016). Rechtsextreme Frauen–Analysen und Handlungsempfehlungen für Soziale Arbeit und Pädagogik. Verlag Barbara Budrich.
- Leidinge, C., & Radvan, H. (2021). Extrem rechte Studierende: Eine Herausforderung für Hochschulen am Beispiel Sozialer Arbeit. Politikum, 7(4), 56–61.
- Radvan, H. (2010). Formen pädagogischer Intervention im Horizont wahrgenommener Antisemitismen. Perspektiven für die Aus- und Weiterbildung von Jugendpädagoginnen. Konstellationen des Antisemitismus: Antisemitismusforschung und sozialpädagogische Praxis, 165–183.
- Radvan, H. (2010). Pädagogisches Handeln und Antisemitismus: eine empirische Studie zu Beobachtungs- und Interventionsformen in der offenen Jugendarbeit. Julius Klinkhardt.
- Radvan, H. (2013). Gender und Rechtsextremismusprävention. Metropol.